# سیارک ۹۶۹۲
سیارک ۹۶۹۲ (به انگلیسی: 9692 Kuperus، نامگذاری:6354P-L) نه هزار و ششصد و نود و دومین سیارک کشف شده‌است که در ۲۴ سپتامبر ۱۹۶۰ کشف شد.
قدر مطلق سیارک برابر ۱۶٫۲۰ است.